# Astiphromma coronale
Astiphromma coronale là một loài tò vò trong họ Ichneumonidae.